# Lamarckism

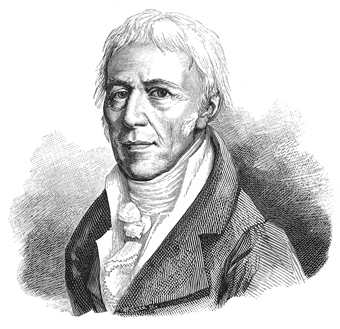
Jean-Baptiste Lamarck.

Lamarckism är en evolutionsteori som bygger på Jean-Baptiste de Lamarcks teorier om att livet på jorden utvecklas genom en evolution. Den var den första sammanhängande evolutionsteorin, som kom att påverka Charles Darwin när han utvecklade evolutionsteorin. 
Lamarckism är förknippat med tron att förvärvade egenskaper hos en organism ärvs till avkomman och har därför fått mycket kritik. Vad Lamarck ursprungligen iakttog var att förändringar i miljö och vanor går hand i hand med förändringar i organismens byggnad så att nya arter uppstår. Darwin tillfogade visserligen att det sker ett naturligt urval i kampen om resurser, men ingen av dem visste egentligen hur egenskaper ärvs. 
Först på senare tid har Lamarcks insatser börjat betraktas i mer positiv dager, framförallt för att han var en av de första som förutsatte ett samband mellan evolutionen och den omgivande miljön. Epigenetiken har en avlägsen likhet med lamarckismen, i det som kallas transgenerationell epigenetisk nedärvning. 